# Le Temps qui reste (chanson)
Pour les articles homonymes, voir Le Temps qui reste.
Le Temps qui reste est une chanson écrite en 2002 pour Serge Reggiani par Jean-Loup Dabadie, sur une musique composée par Alain Goraguer. 
Le titre figure sur l'album Autour de Serge Reggiani.
Le morceau est repris comme générique de fin du film Deux Jours à tuer réalisé par Jean Becker en 2008.

Le poème a aussi été interprété par les chanteurs Isabelle Aubret (2005) et Gérard Berliner (2009).